# گروه مدیریت شیء
گروه مدیریت شی (OMG) (به انگلیسی: Object Management Group)، کنسرسیومی است که در ابتدا با هدف وضع استاندارد در زمینه سیستم‌های شی گرای توزیع شده ایجاد شد و اکنون بر روی مدل سازی(برنامه‌ها، سیستم‌ها و فرایندهای تجاری) و استانداردهای مدل‌سازی تمرکز دارد.

## بررسی کلی
OMG تنها به ارائهٔ مشخصات می‌پردازد و راهکارهای مربوط به پیاده‌سازی را شامل نمی‌شود. اما پیش از آنکه مشخصاتی به صورت استاندارد در بیاید، اعضای تیم ارائه دهنده باید تضمین دهند که ظرف یک سال محصولی مطابق با مشخصاتی که ارائه داده‌اند را روانه بازار نمایند. این امر از ایجاد استانداردهای غیرقابل پیاده‌سازی جلوگیری می‌کند.سایر شرکت‌های خصوصی یا منبع باز نیز تشویق به ایجاد نرم‌افزارهای همخوان با این استانداردها می‌شوند.

## تاریخچه
در سال 1989 توسط یازده شرکت مختلف (از آن جمله: هیولت پاکارد، آی بی ام، اپل، سان میکروسیستمز و دیتاجنرال) بنیان نهاده شد. تمرکز اولیه OMG بر روی ایجاد یک استاندارد ناهمگن شی توزیع یافته
بود. تیم اجرایی بنیانگذار متشکل از کریستوفر استون، ریچارد سولی، بیل هافمن و جان اسلیتز بود. مدیریت کنونی آن را مدیرعامل ریچارد سولی، مدیر و مدیر عملیاتی بیل هافمن و نایب رئیس و مدیر فنی اندرو واتسن تشکیل می دهند.
هدف آن ایجاد یک مدل عمومی قابل حمل(Portable) و همکنش پذیر(Interoperable) برای اشیا با متدها وداده‌هایی بود که بر روی هر محیط برنامه‌نویسی و روی هر بستر(Platform) فابل استفاده باشد.
امروزه بیش از 500 عضو شامل آژانسهای دولتی، کاربران کوچک و بزرگ فناوری اطلاعات، فروشندگان و موسسات پژوهشی دارد. از سال 2000 دفاتر مرکزی بین‌المللی OMG در نیدهام و ماساچوست قرار دارند.
تا تاریخ آگوست 2010 آخرین نسخه یو م ال موجود نسخه یو ام‌ال 2.3، XMI 2.1.1 و MOF 2 می‌باشد.
در 2006، زبان BPMN به عنوان استاندارد توسط OMG پذیرفته شد.
در 2007 مدل انگیزش تجاری (به انگلیسی: Business Motivation Model) به عنوان استاندارد در OMG پذیرفته شد. BMM یک فرامدل است که فرهنگ لغاتی برای مدیریت سازمان (Corporate Governance) و برنامه‌ریزی راهبردی(Strategic Planning) دارد و به‌طور ویژه برای فعالیت‌های مدیریت و نظارت، رعایت مقررات، برنامه‌ریزی راهبردی و تغییرشکل کسب وکار (Business Transformaton) کاربرد دارد.

## محصولات

### معماری کارگزاردرخواست شی مشترک(CORBA)
از زمان تأسیس OMG آغاز به ایجاد استاندارد اولیه معماری کارگزاردرخواست شی مشترک(به انگلیسی: Common Object Request Broker Architecture) یا CORBA نمود که در سال 1991 پدیدار شد. تا تاریخ 12 آگوست 2010 آخرین نسخه آن 3.1 است. OMG در کنار CORBA استانداردهایی نیز برای تطبیق CORBA با سیستم‌های تعبیه شده و بی‌درنگ ایجاد نموده‌است.

### سرویس توزیع داده(DDS)
سرویس توزیع داده (به انگلیسی: Data Distribution Service) برای سیستم‌های بی‌درنگ مشخصات یک میان افزار انتشار/اشتراک برای سیستم‌های توزیع یافته‌است

### معماری مدل گرا(Model Driven Architecture)
OMG حرکت خود به سمت و سوی استانداردهای مدلسازی را با ایجاد زبان مدل‌سازی یکپارچه (UML) آغاز نمود که با استانداردهای مرتبط زیر دنبال شد:
- امکان فرا-شی (به انگلیسی: Meta-Object Facility) یا MOF
- تبادل فراداده ایکس ام آی (به انگلیسی: XMI Metadata Interchange) یا XMI
- پرس و جو/دید/تغییر شکل MOF (به انگلیسی: Query/View/Transoframtion) یا QVT

اینها زیر بنای معماری مدل گرا و مجموعه استانداردهای مرتبط را تشکیل می دهند که بر پایه موفقیت یو ام‌ال و MOF ساخته شده‌اند.
زبان مدل‌سازی سامانه‌ها (Systems Modeling Language) یا SysML، که یک زبان مدلسازی بر پایه یو ام‌ال است نیز با همکاری شورای بین‌المللی مهندسی سیستم‌ها (INCOSE) استاندارد گشت.
پیشرفت قابل ملاحظه‌ای در زمینه ترکیب یوام ال با وب معنایی از راه ایجاد فرا-مدل تعریف هستی شناسی (Ontology Definition Metamodel) صورت گرفته‌است که یوام ال را به شیوه استانداردی به آر دی اف ( RDF) و زبان هستی‌شناسی وب (OWL) مرتبط می‌سازد.

### مدرن‌سازی معماری گرا(Architecture Driven Modernization)
مدرن‌سازی معماری گرا (ADM) معکوس معماری مدل گرا (MDA) است. فرامدل کشف دانش (Knowledge Discovery Metmodel) یا KDM یک نمایش میانی (IR) برای سیستم‌های نرم‌افزاری موجود و محیط‌های عملکرد آنهاست. KDM به عنوان پایه‌ای برای مدرن‌سازی نرم‌افزار و ضمانت نرم‌افزار طراحی شده‌است.
فرامدل مهندسی پروسه نرم‌افزار (Software Process Engineering Metamodel) یا SPEM استاندارد گروه مدیریت شی برای مدلسازی فرا پروسه (Meta-Process Modeling) است.
ASTM یک زبان مدلسازی برای مهندسی معکوس ریزدانه است.

### مدل‌های دامنه‌ای
- مدلهای تجاری : OMG گروهی از استانداردهای مربوط به مدلسازی تجاری را مدیریت می‌کند. این مدل‌ها شامل نمادگذاری مدلسازی فرایندهای تجاری (BPMN)، مدل انگیزش تجاری(BMM) و معناشناسی واژگان کسب و کار و قوانین کسب و کار (SBVR) می‌شود.
- عمودی‌ها : پیشرفت قابل ملاحظه‌ای نیز در زمینه استانداردهای عمودی مدلگرا در موارد بهداشت، امور مالی، مخابرات، تولید، رادیوی نرم‌افزاری، ارتباطات سیستم‌های فضایی و زمینی و چندین حیطه فناوری دیگر صورت گرفته‌است.

## گواهینامه ها
OMG تعدادی گواهینامه حرفه‌ای صادر می‌کند:
- OCRES - گواهینامه متخصص OMG برای سیستم‌های بی‌درنگ و تعبیه شده (به انگلیسی: OMG Certified Realtime and Embedded Systems Speacialist).[۲]
- OCUP - گواهینامه حرفه‌ای یو ام‌ال (به انگلیسی: OMG Certified UML Professional).[۳]
- OCEB - گواهینامه متخصص OMG در مدیریت فرایندهای تجاری (به انگلیسی: OMG Certified Expert in Business Process Management)[۴]
- OCSMP - گواهینامه حرفه‌ای مدلسازی سیستم‌ها (به انگلیسی: OMG Certified Systems Modeling Professional).[۵]